# Bertil Danielsson (politiker)
Bo Ivar Bertil Danielsson, född 10 juli 1936 i Åby församling i Kalmar län, är en svensk moderat politiker, som mellan 1981 och 1994 var riksdagsledamot för Kalmar läns valkrets.